# Familia Morató

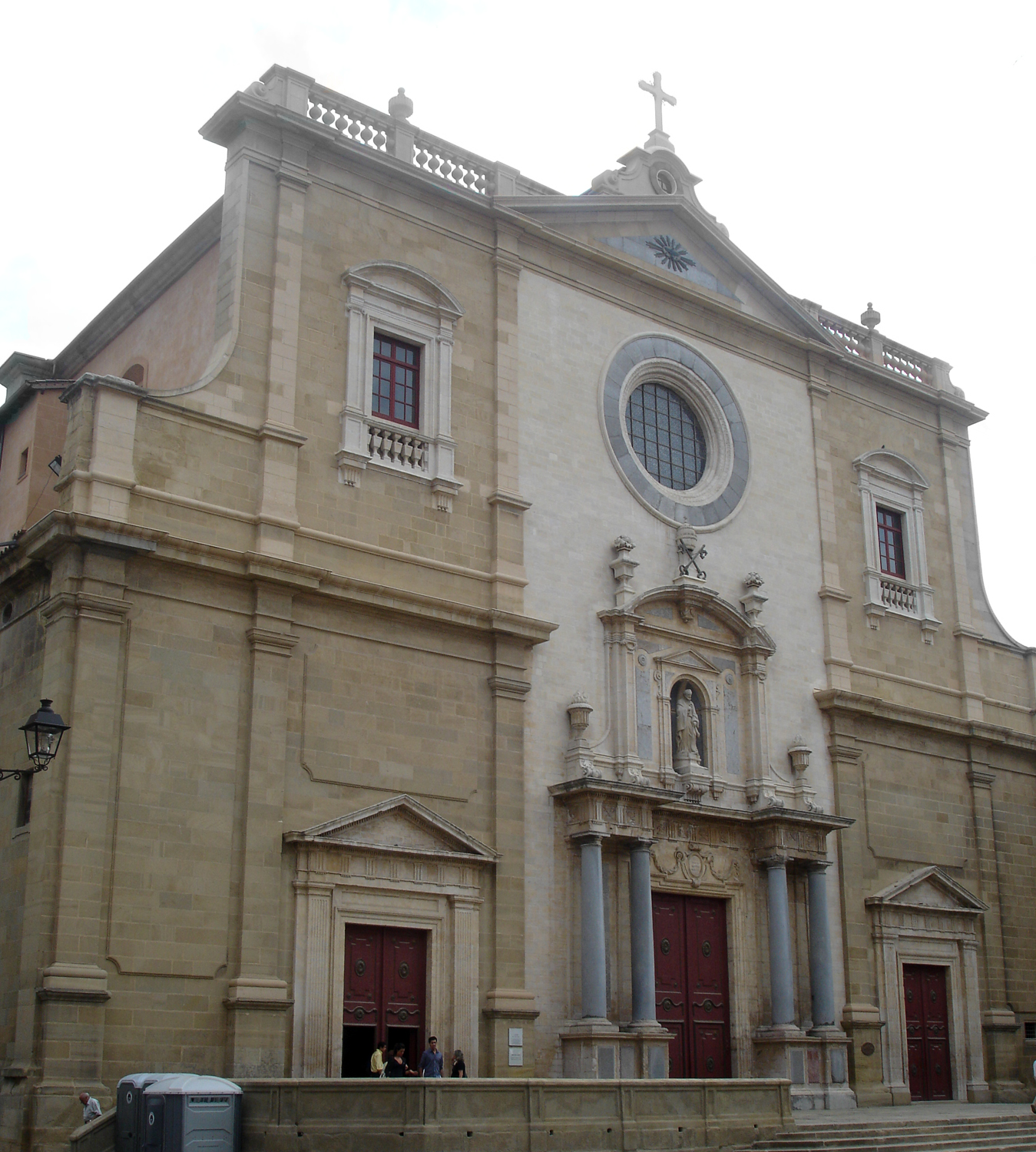
Catedral de Vic, obra en la que participaron diversos miembros de la familia Morató.

La familia de los Morató es el nombre con que es conocida una dinastía de escultores y arquitectos catalanes originarios de Vic que desarrollaron su obra durante los siglos XVII, XVIII y la primera parte del XIX. Constituyen una de las estirpes de artistas catalanas más importantes de la Edad Moderna.
La dinastía arranca del siglo XVI con Arnau Maraut, francés procedente del Bearn que se establece en Vic, sin que se conozcan las causas que lo llevaron a cruzar los Pirineos ni su dedicación. Únicamente se conoce que tuvo un hijo, Bertran, que aparece documentado como campesino y arriero y con el apellido ya catalanizado como Morató.
Con los dos hijos, como mínimo, de Bertran Morató (Josep e Isidre) arranca la dinastía de artistas.

## Las dos primeras generaciones

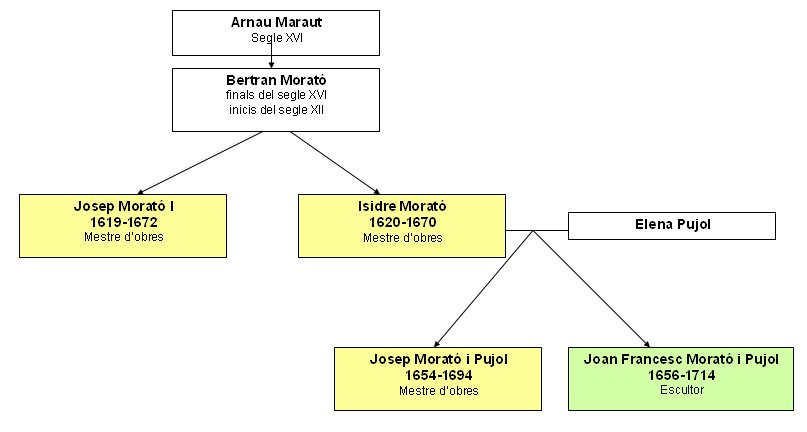
Las primeras generaciones de la familia.

### Josep Morató I
Josep Morató (Vic, 1619-1672) fue maestro de obra, oficio que en aquella época designaba lo que hoy llamaríamos arquitecto, ya que los maestros de obra eran los encargados de diseñar los edificios y dirigir su construcción.
Obras
- En el entorno del año 1646 le fue encargada por el vicense Domingo Osona la construcción de la iglesia de Santa Teresa o iglesia del convento de las monjas carmelitas descalzas, en la ciudad de Vic. Hay constancia documental que Josep Morató dirigió parte de la construcción de la iglesia.
- El año 1663 fue nombrado maestro mayor de la catedral de Vic.
- En 1664 inició las obras de la iglesia de la Piedad, de la que proyectó la fachada.
- Del 1668 hasta el año de su muerte dirigió la construcción del Santuario del Miracle, en Riner (Solsonés)

Al morir sin descendencia, sus sobrinos siguieron la tradición.

### Isidre Morató
Isidre Morató (Vich, 1620 - 1670), hermano del citado Josep Morató, también ejerció de arquitecto. De él no se sabe gran cosa aparte de que se casó con Elena Pujol y que alrededor de 1654 trabajaba con su hermano Josep en la construcción de la fachada de la iglesia de la Piedad.

### Josep Morató i Pujol
Josep Morató i Pujol (Vic, 1654 - 1694), hijo de Isidre Moretó y de Elena Pujol fue también maestro de obras, se conoce como autor, en 1673, de la capilla de San Bernardo Calvó y de la ya citada iglesia de la Piedad de Vic. Se sabe también que de 1673 a 1680 trabajó en el palacio episcopal de esta misma ciudad.

### Joan Francesc Morató i Pujol
Joan Francesc Moretó i Pujol (Vic, 1656 - 1714) fue un imaginero y tallista, hermano de Josep Moretó i Pujol.
A los 22 años trabajaba de escultor en Manresa, donde probablemente había hecho su aprendizaje. En 1686 esculpió un Cristo para la catedral de Vic y parte de las esculturas de la fachada de la iglesia de la Piedad. En 1706 contrató por 80 libras el altar mayor de la capilla de Santa Susanna, en Cornet de Sallent (Bages)

## Tercera generación

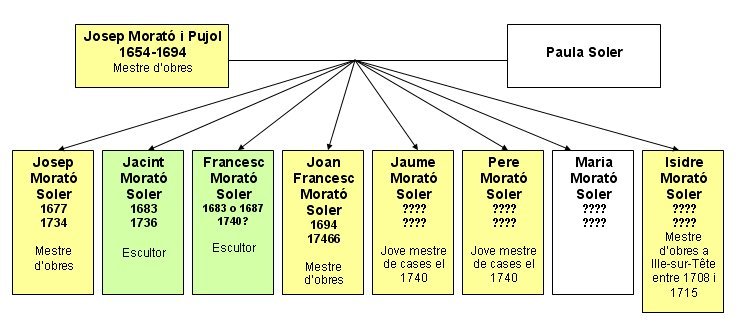
La tercera generación de la saga.

### Josep Morató i Soler
Josep Morató i Soler (Vic 1677 - 1734), hijo de Josep Morató i Pujol, siguió los pasos de su padre y también fue maestro de obra.
Obras
- Autor (1717 - 1720) de la capilla de los terciarios franciscanos, en Vic.
- Proyecta la iglesia parroquial de San Pedro de Torelló
- Proyecta la iglesia parroquial de Gombreny donde trabajó junto con su hermano Jacint hasta el 1734.
- Proyecta la iglesia de San Miguel, en Rupit.
- Proyecta la iglesia parroquial de Moyá.
- Construye la iglesia de los Dolores, en Vic.
- Diseña el camarín de la capilla del Misterio, en el Monasterio de San Juan de las Abadesas.
- Fue nombrado maestro de obra de la Catedral de Vic.
- Dirigió las obras del Hospital de Vic

### Jacint Morató i Soler

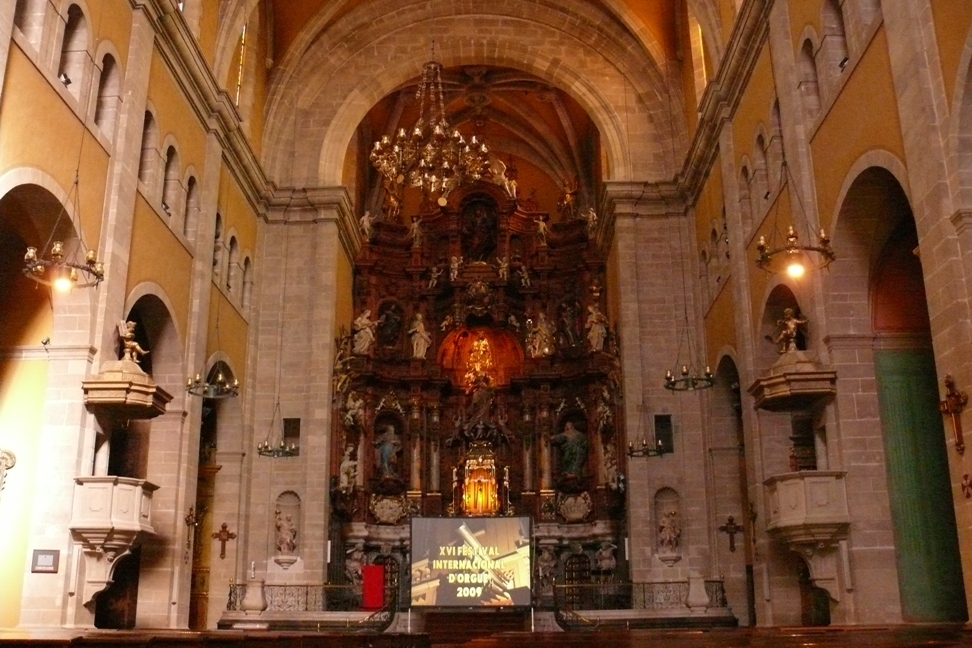
Retablo mayor de la iglesia de Santa María (Igualada) donde participó Jacint Morató i Soler.

Jacint Morató i Soler (Vic, 1683 - Solsona, 1736), hijo de Josep Morató i Pujol, también alcanzó el grado de maestro de obra, pero paulatinamente se fue especializando en el trabajo de la talla escultórica, en la que alcanzó un alto nivel de calidad que le proporcionó un amplio reconocimiento en toda Cataluña. Este reconocimiento se tradujo en encargos escultóricos en tierras gerundenses, barcelonesas y, incluso, del Rosellón. Al recibir el encargo del retablo de la capilla de la Virgen del Claustro de la catedral de Solsona, debido a la monumentalidad del conjunto, se estableció en esta ciudad.
Obras
- El 1704 proyecta y realiza, conjuntamente con Josep Sunyer, el retablo del altar mayor de la iglesia de Santa María (Igualada).
- También, conjuntamente con Josep Sunyer, el altar mayor de la iglesia de Santa Clara de Vic.
- El 1723 proyecta el retablo del altar mayor de la iglesia de Cadaqués, obrado en 1763 bajo la dirección de Pau Costa
- Su obra cumbre, sin embargo, es el paramento de la citada capilla de la Mare de Déu del Claustre que fue destruido por las tropas napoleónicas en septiembre de 1810.

## La rama Morató-Sellés de la cuarta generación

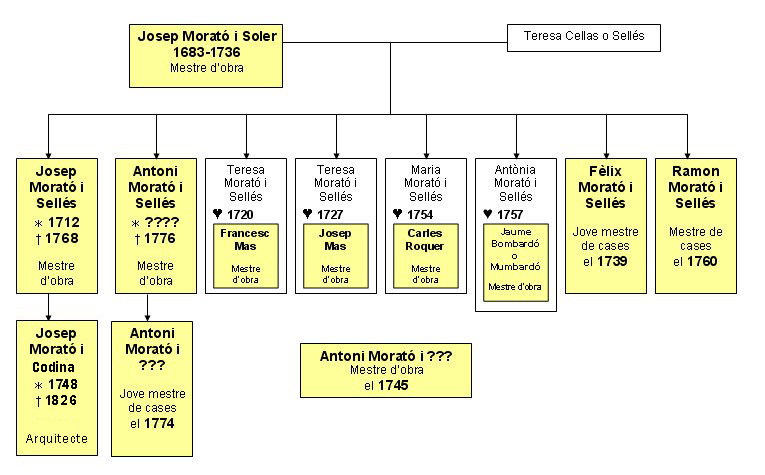
La rama Morató-Sellés de la cuarta generación de la saga.

### Josep Morató i Sellés
Josep Morató i Sellés, (1712 - 1768), fue, como su padre, Josep Morató i Soler, maestro de obras y construyó el Hospital de Vic.

### Josep Morató i Codina
El arquitecto Josep Morató i Codina (Vic, 1748 — 1826), hijo de Josep Morató i Sellés, fue nombrado, como ya era una tradición, maestro de obras de la catedral de Vic, durante su ejercicio como tal recibió el encargo del obispo Antonio Manuel de Hartalejo de proyectar la ampliación y remodelación de la catedral vieja, lo que supuso, entre otras actuaciones, el derribó de la antigua fachada y la construcción de la actual en estilo neoclásico; también realizó la iglesia parroquial de San Hipólito de Voltregá y algunas reformas en el monasterio de Ripoll.

## La rama Morató-Brugueroles de la cuarta generación

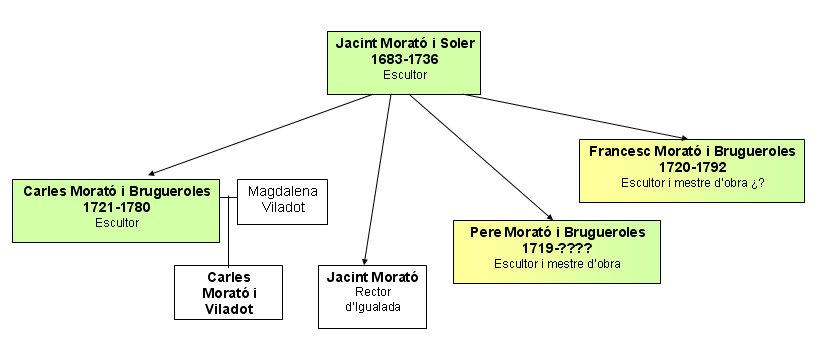
La rama Morató-Brugueroles de la cuarta generación de la saga.